# DJ Green Lantern
James D'Agostino (Rochester, New York, SAD, 1975.), bolje poznat po svom umjetničkom imenu DJ Green Lantern je američki glazbeni producent, DJ i reper. Godine 2002. D'Agostino je potpisao ugovor za Eminemovu diskografsku kuću Shady Records gdje je postao glavni DJ, te je zamijenio DJ Heada. D'Agostino je napustio Shady Records 2005. godine nakon svađe s reperom 50 Centom.

## Diskografija
- 2005.: Invasion Part II: Conspiracy Theory
- 2005.: New World Order
- 2006.: New York State of Mind
- 2006.: Throwback Classics, Vol. 1
- 2006.: You'll See
- 2006.: Team Invasion: Best of DJ Green Lantern and Dipset
- 2006.: Pre-Release Therapy: The Truth Shall Set U Free
- 2007.: Alive On Arrival
- 2007.: Hood Rules Apply
- 2007.: R.O.C. Stars Street Leak: American Gangster
- 2007.: Shady Times: Invasion Part I
- 2007.: Invasion Part Three: Countdown to Armageddon
- 2007.: The MySpace Invasion
- 2007.: I Produced That
- 2008.: Grand Theft Auto IV: Liberty City Invasion

## Vanjske poveznice
- Službena stranica
- DJ Green Lantern na MySpaceu